# Chalcophora detrita
Chalcophora detrita es una especie de escarabajo del género Chalcophora, familia Buprestidae. Fue descrita científicamente por Klug en 1829.

## Distribución geográfica
Habita en la región paleártica.